# Jim Meskimen
James Ross "Jim" Meskimen (nacido el 10 de septiembre de 1959) es un actor, comediante, y impresionista estadounidense de cine, teatro y televisión. Conocido principalmente por interpretar a Ultron en varias producciones de Marvel. Ultron fue el rol que le dio a Jim Meskimen  su reconocimiento internacional. Meskimen también es conocido por interpretar al Genio en la franquicia de Disney Aladdín.

## Biografía
Meskimen nació en Los Ángeles, California, hijo de Marion Ross y Freeman Morse.

## Carrera
Meskimen interpretó al padre de los personajes encarnados por Mary-Kate Olsen y Ashley Olsen en Our Lips Are Sealed. Interpretó al oficial Wholihan en How the Grinch Stole Christmas.
Le dio voz a Thom Cat, Neighbor John, y a Stumpy en el corto Thom Cat en Random! Cartoons. Meskimen interpretó la voz del Genio en la franquicia de Disney Aladín (que comenzó con Disney Think Fast en 2008, incluso antes de la muerte de Robin Williams en 2014). En 2012, Meskimen le dio voz a diversos personajes del videojuego Lego The Lord of the Rings. Asimismo, fue la voz de George W. Bush y otros políticos para los cortos animados de Jib Jab. Ese mismo año, Meskimen le dio voz y movimiento a David Petraeus en Call of Duty: Black Ops 2.
Meskimen fue participante la octava temporada de America's Got Talent.

## Vida personal
En 1987 Meskimen se casó con Tamra Shockley. Tienen una hija llamada Taylor (nacida en 1990). Pertenece a la cienciología.